# Huttenheim
Huttenheim es una localidad y  comuna francesa situada en el departamento de Bajo Rin, en la región de Alsacia. Tiene una población de 2.094 habitantes (según censo de 1999) y una densidad de 166 h/km².
| 1625 | 1893 | 2062 | 1974 | 1999 | 2094 | 2220 |
| Para los censos de 1962 a 1999 la población legal corresponde a la población sin duplicidades (Fuente: INSEE [Consultar]) |      |      |      |      |      |      |

## Personalidades
- Paul Rohmer (1876-1977), uno de los padres de la Pediatría moderna
- Albert Rohmer (1913-2006), miembro de la Resistencia